# Raiffeisenbank Elsavatal
Die Raiffeisenbank Elsavatal eG ist eine Genossenschaftsbank mit Sitz in der bayerischen Marktgemeinde Eschau im Landkreis Miltenberg.

## Geschichte
Die heutige Raiffeisenbank Elsavatal eG wurde am 14. Dezember 1889 in Eschau gegründet und fusionierte im Jahr 1971 als Raiffeisenbank Unteres Elsavatal eGmbH mit der Raiffeisenkasse Hobbach eGmbH mit dem Sitz in Hobbach und der Raiffeisenkasse Mönchberg eGmbH mit dem Sitz in Mönchberg. Mit Eintragung vom 8. Juli 1997 erhielt die Bank ihren heutigen Namen.

## Rechtsverhältnisse
Die Raiffeisenbank Elsavatal eG ist im Genossenschaftsregister beim Amtsgericht Aschaffenburg unter GnR 48 eingetragen.

## Organisationsstruktur
Rechtsgrundlagen sind das Genossenschaftsgesetz und die durch die Vertreterversammlung beschlossene Satzung. Organe der Bank sind der Vorstand, der Aufsichtsrat und die Vertreterversammlung.

## Sicherungseinrichtung
Die Raiffeisenbank Elsavatal eG ist der amtlich anerkannten Sicherungseinrichtung des Bundesverbandes der Deutschen Volksbanken und Raiffeisenbanken GmbH und der zusätzlichen freiwilligen Sicherungseinrichtung des Bundesverbandes der Deutschen Volksbanken und Raiffeisenbanken e.V. angeschlossen.

## Geschäftsausrichtung
Die Raiffeisenbank Elsavatal eG betreibt das Universalbankgeschäft. Im Verbundgeschäft arbeitet sie mit der DZ Bank, R+V Versicherung, Bausparkasse Schwäbisch Hall, Teambank, VR Leasing, DZ Hyp und der Union Investment zusammen.

## Geschäftsgebiet
Das Geschäftsgebiet liegt im Nordosten des Landkreises Miltenberg.
An diesen Orten betreibt die Bank Filialen:
- Eschau (Hauptstelle, jur. Sitz + 1 Geschäftsstelle + 1 SB-Geschäftsstelle)
- Schippach (Geschäftsstelle)
- Mönchberg (Geschäftsstelle)